# STS-90
STS-90, voluit Space Transportation System-90, was een spaceshuttlemissie van de Columbia. Tijdens de missie werd er wetenschappelijk onderzoek gedaan in de Spacelab module. Het was de laatste keer dat het Spacelab werd gebruikt. Deze werd later vervangen door de Spacehab module.

## Bemanning
| Positie            | Lancering                        | Landing                          |                                  |
| ------------------ | -------------------------------- | -------------------------------- | -------------------------------- |
| Bevelhebber        | Richard Searfoss 3e ruimtevlucht | Richard Searfoss 3e ruimtevlucht |                                  |
| Piloot             | Scott Altman 1e ruimtevlucht     | Scott Altman 1e ruimtevlucht     |                                  |
| Missiespecialist 1 | Dafydd Williams 1e ruimtevlucht  | Dafydd Williams 1e ruimtevlucht  |                                  |
| Missiespecialist 2 | Kathryn Hire 1e ruimtevlucht     | Kathryn Hire 1e ruimtevlucht     | Kathryn Hire 1e ruimtevlucht     |
| Missiespecialist 3 | Richard Linnehan 2e ruimtevlucht | Richard Linnehan 2e ruimtevlucht | Richard Linnehan 2e ruimtevlucht |
| Ladingspecialist 1 | Jay Buckey 1e ruimtevlucht       | Jay Buckey 1e ruimtevlucht       | Jay Buckey 1e ruimtevlucht       |
| Ladingspecialist 2 | James Pawelczyk 1e ruimtevlucht  | James Pawelczyk 1e ruimtevlucht  | James Pawelczyk 1e ruimtevlucht  |

## Media

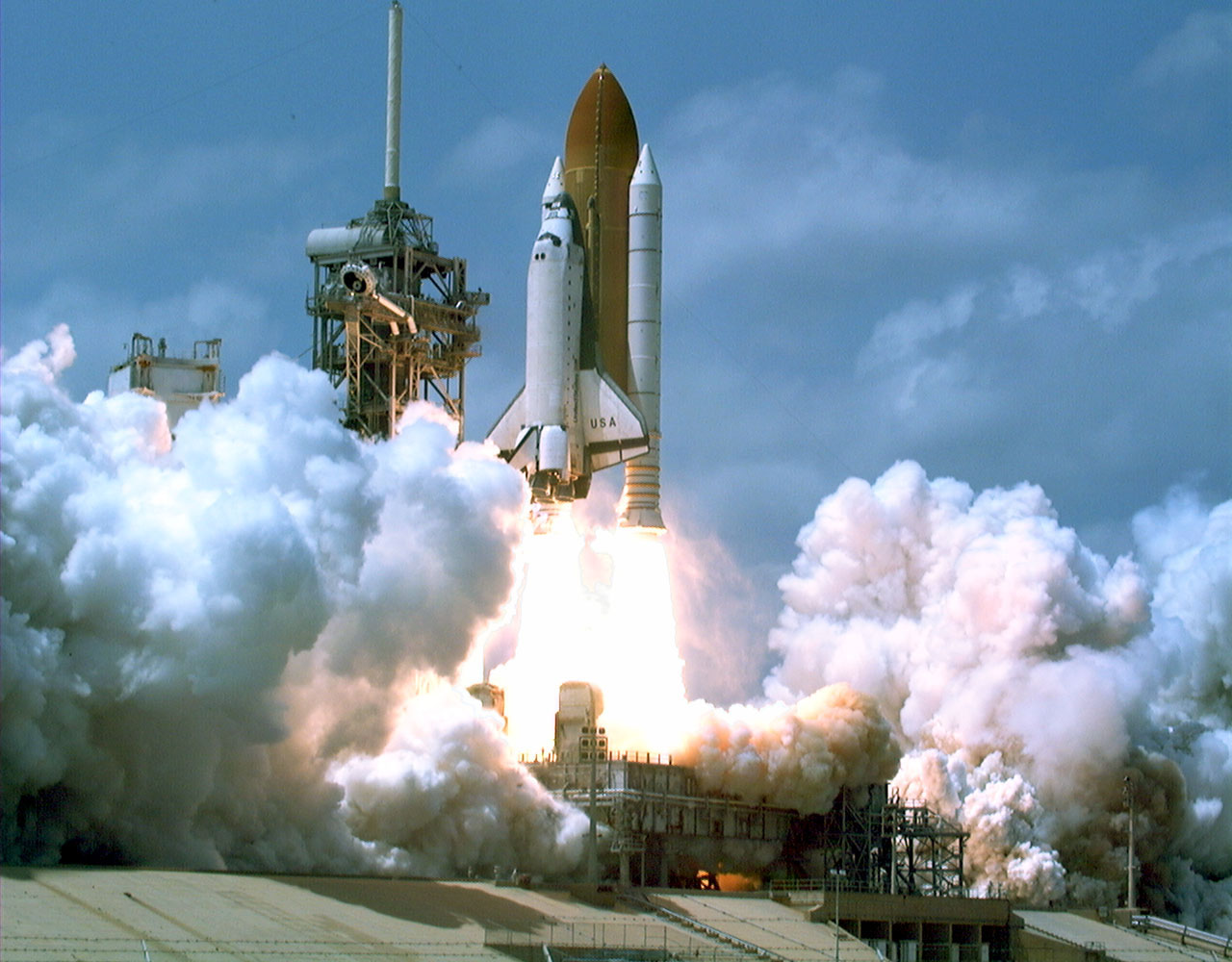
Lancering
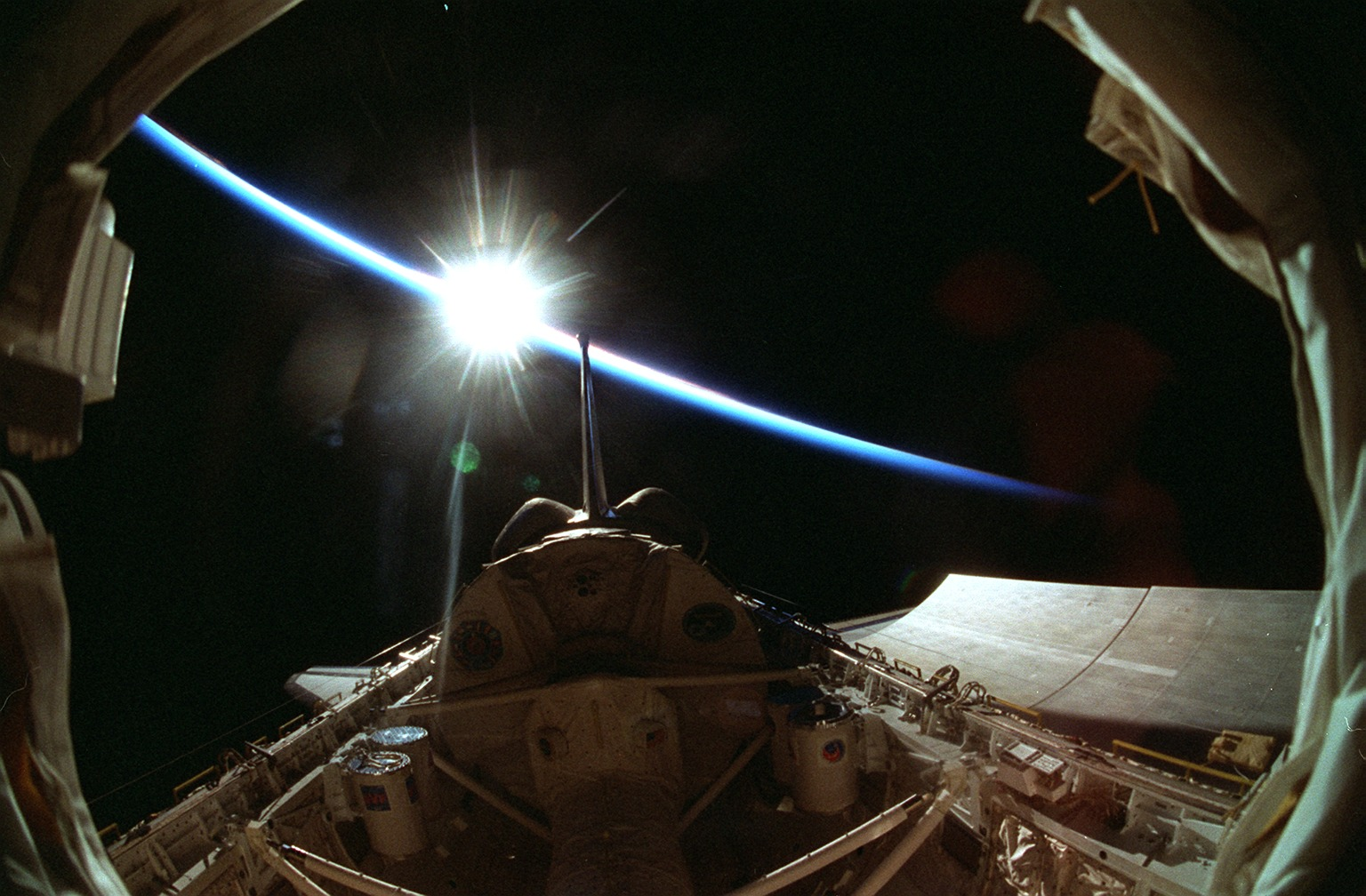
Spacelab aan boord van de Columbia